# 데이터 흐름
데이터 흐름(Data flow, 데이터 플로)란 하나의 작업을 수행하기 위하여 실행되는 각각의 세부 작업들 사이에서 자료가 입력되고 출력되는 모습을 의미한다.

## 도구
정적 프로그램 분석시 프로그램 실행 상 존재하는 수많은 데이터 흐름들까지 체크해주는 정적 분석 도구를 사용한다면 사람이 직접 분석 할 때의 수고를 절감할 수 있을 것이다.

## 같이 보기
- 커뮤니케이팅 시퀜셜 프로세스
- 데이터 흐름도
- 데이터 흐름 분석
- 데이터 스트림
- 데이터플로 프로그래밍
- 얼랭
- 흐름 제어
- 느긋한 계산법
- 루시드 (프로그래밍 언어)
- 오즈 (프로그래밍 언어)
- 파이프라인 (컴퓨팅)
- 퓨어 데이터
- 텐서플로